# الجبهة الجزائرية للتنمية والحرية والعدالة
الجبهة الجزائرية للتنمية والحرية والعدالة (بالفرنسية: Front Algérien pour le Développement la Liberté et l'Egalite)‏ اختصارا فضـل
رمز الحزب فضـل وهو اختصار للأحرف الأولى لتسمية الحزب باللغة الأجنبية FADLE
هو تنظيم سياسي جزائري وسطي ديمقراطي، غير محدد المدة، ينشط في المجال السياسي الجزائري تأسس في 2013م.
تحصل حزب فضل على اعتماده الرسمي من وزارة الداخلية الجزائرية بتاريخ 19 مارس 2013
يرأس حزب فضل الطيب ينون.

## أهدافه
يهدف الحزب إلى بناء الفرد على مبادئ ديمقراطية تقبل تنوع الأفكار والآراء، من أجل المساهمة في البناء والمحافظة على الجزائر، وخدمة المواطن وترقيته والمحافظة على كرامته ورفاهيته ضمن القيم والمبادئ الإنسانية العامة، وباحترام الخصوصية الجزائرية التي أفرزتها وتفرزها تضحيات الأجيال المتعاقبة لمسيرة الشعب الجزائري